# 新化鍾家古厝
新化鍾家古厝，是位於臺灣台南市新化區的一棟傳統閩式磚木混造三合院建築，建造於1885年左右。1895年10月21日，北白川宮能久親王曾進駐此處，建築之後作為警察局休憩所，為新化首處治安機關，也曾提供糖業試驗場使用。後於2013年指定為臺南市市定古蹟。

## 沿革
鍾家古厝的起造者鍾鏡清為新化地方望族，曾獲清廷頒授「五品軍功」，也曾自設義塾。其養子鍾天德曾出任大目降區長，並創立大目降輕軌會社。1915年發生噍吧哖事件時，鍾天德偕同梁道醫師向大目降農業試驗場金子昌太郎技師尋求協助，以減少涉案人數。
1895年5月底，北白川宮能久率領近衛師團於從澳底登陸台灣，一路從基隆南下。據日方記載，其於10月18日抵達後壁庄安溪寮時，身體開始感到不適。10月21日時，體溫已達39.5度，約在當日下午四點半時抵達大目降並入住新化鍾家古厝正廳右側的前室，隔日早上前往台南。後來於10月28日病逝於台南的吳汝祥宅（現址為臺南市美術館）。
北白川宮能久用過的寢具後來另外存放在鍾家親戚鍾登元的家中，1935年，由在在郷軍人分會新化支會購入，放置在大目降御舍營所。同年12月，鍾家古厝依史蹟名勝天然紀念物保存法被指定本處為御遺跡地，成為大目降御舍營所。

### 近代
戰後則由新化鎮公所接收，作為職員宿舍。1950年，建築其旁的觀音亭與鎮公所交換土地，古厝二側護龍遭到拆除，僅存留正身結構。
在台南縣市合併前，新化鎮公所曾將此建築申請登錄文化資產，但因產權涉及鍾家古厝前的觀音亭而擱置，2012年，文化部文化資產局及專家學者勘查鍾家古厝後。至2013年才登錄為台南市市定古蹟。然而建築因老舊劣化，白蟻蛀蝕嚴重因素，暫時並不開放給予參觀。
2016年高雄美濃地震造成其正廳後牆倒塌。目前建築物仍閒置狀態。並進行結構加固工程。

## 建築設計
鍾家古厝本體坐東朝西，建築物為闽南传统之三合院樣式建築，其主結構採用福州杉興建，屋頂為二坡水傳統仰合瓦屋頂，前落與後落設有採光天窗。馬背形式為金形屋脊造型。建築主要強體構造為斗砌磚牆體、木隔屏及磚牆體三種類型，牆身使用灰漿進行鋪面。
其建築物的結構系統主要雙面承重牆及擱檁式木屋架構成基礎要件，室內空間佈局則設有四房一廳、堂前後、步口廊，正廳中央則擺設為祭祀神祈或祖先的神牌。

## 圖片

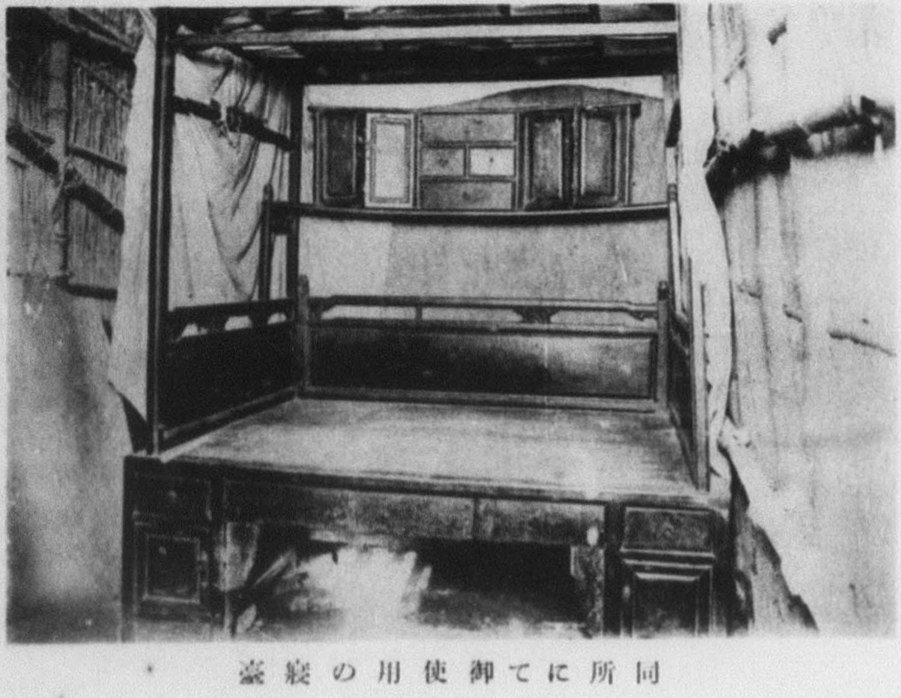
新化鍾家古厝內部。

## 外部連結
- 新化鍾家古厝 - 文化部iCulture